# Horst Meyer (Ruderer)

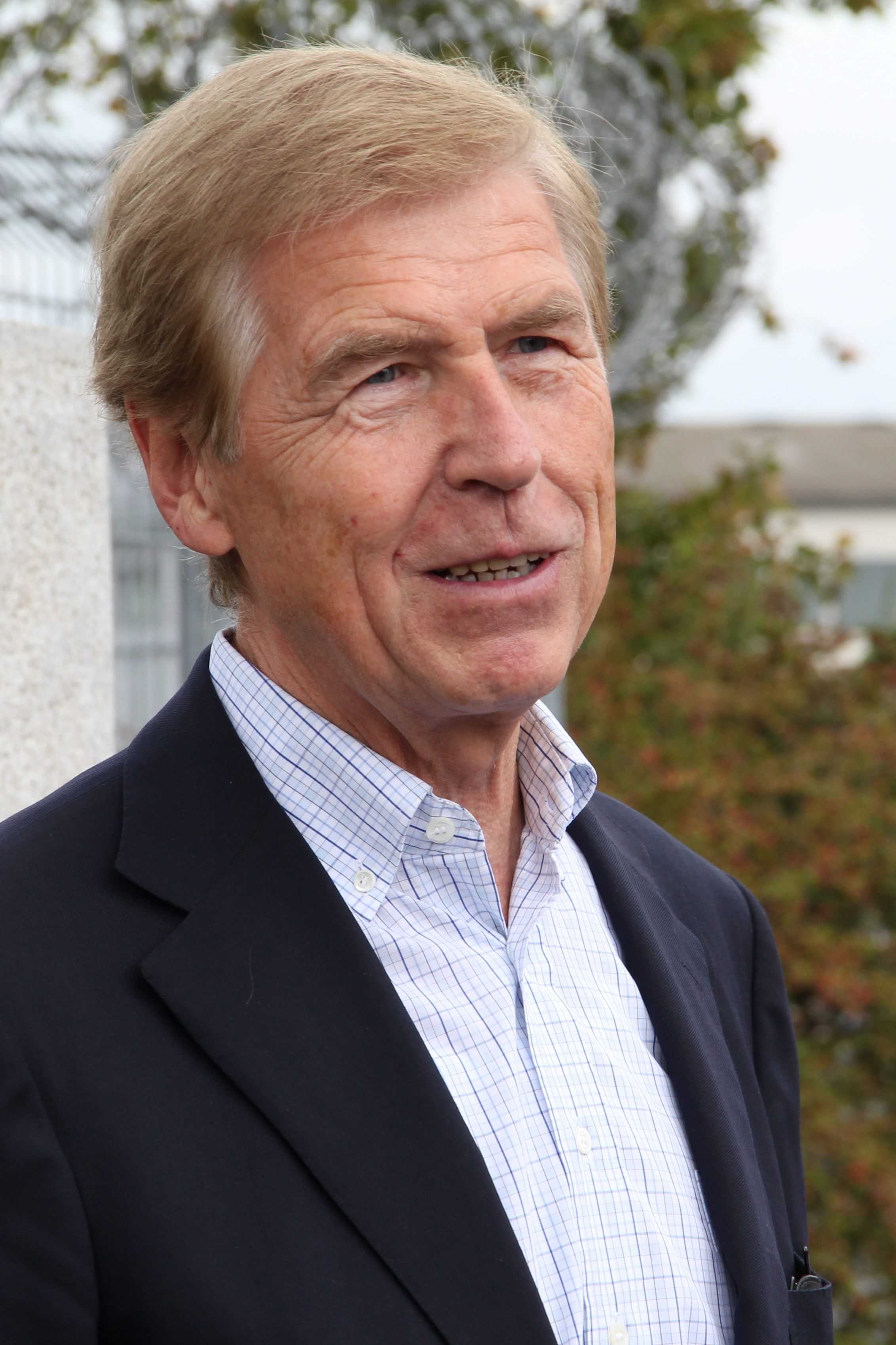
Horst Meyer 2010 bei einer Gedenkveranstaltung am ehemaligen sogenannten „Ausländer-Wöchnerinnenheim“ in Godshorn

Horst Meyer (* 20. Juni 1941 in Hamburg-Harburg; † 24. Januar 2020 auf Lanzarote) war ein deutscher Ruderer, der 1968 Olympiasieger mit dem Achter wurde. Später war der Diplom-Ingenieur und Betriebswirt als Geschäftsführer tätig.

## Leben
Horst Meyer, Sohn von Erna Meyer, geborene Dening, und des Bäckermeisters Otto Meyer, wurde 1964 ab der Staatlichen Ingenieur-Schule Hamburg zum Ingenieur graduiert. An der TU Hannover erhielt er ein Diplom und wurde dort 1970 zum Dr. rer. pol. promoviert. Horst Meyer gehörte seit 1962 u. a. als Schlagmann zur Crew des Achters vom Ratzeburger Ruderclub (RRC); von 1962 bis 1968 wurde der von Karl Adam betreute Achter sieben Mal in Folge deutscher Meister. Bei den ersten Ruder-Weltmeisterschaften 1962 in Luzern wurde das Boot vom RRC Weltmeister. 1963 und 1964 wurde das Boot Europameister. Die Europameisterschaften 1963, 1964, 1965 und 1967 im Achter hatten Weltmeisterschafts-Niveau, weil stets die USA und Australien und/oder Neuseeland im Wettbewerb waren. Bei den Olympischen Spielen 1964 in Tokio unterlag der Ratzeburger Achter deutlich dem Achter aus den Vereinigten Staaten und gewann die Silbermedaille im Rudern.

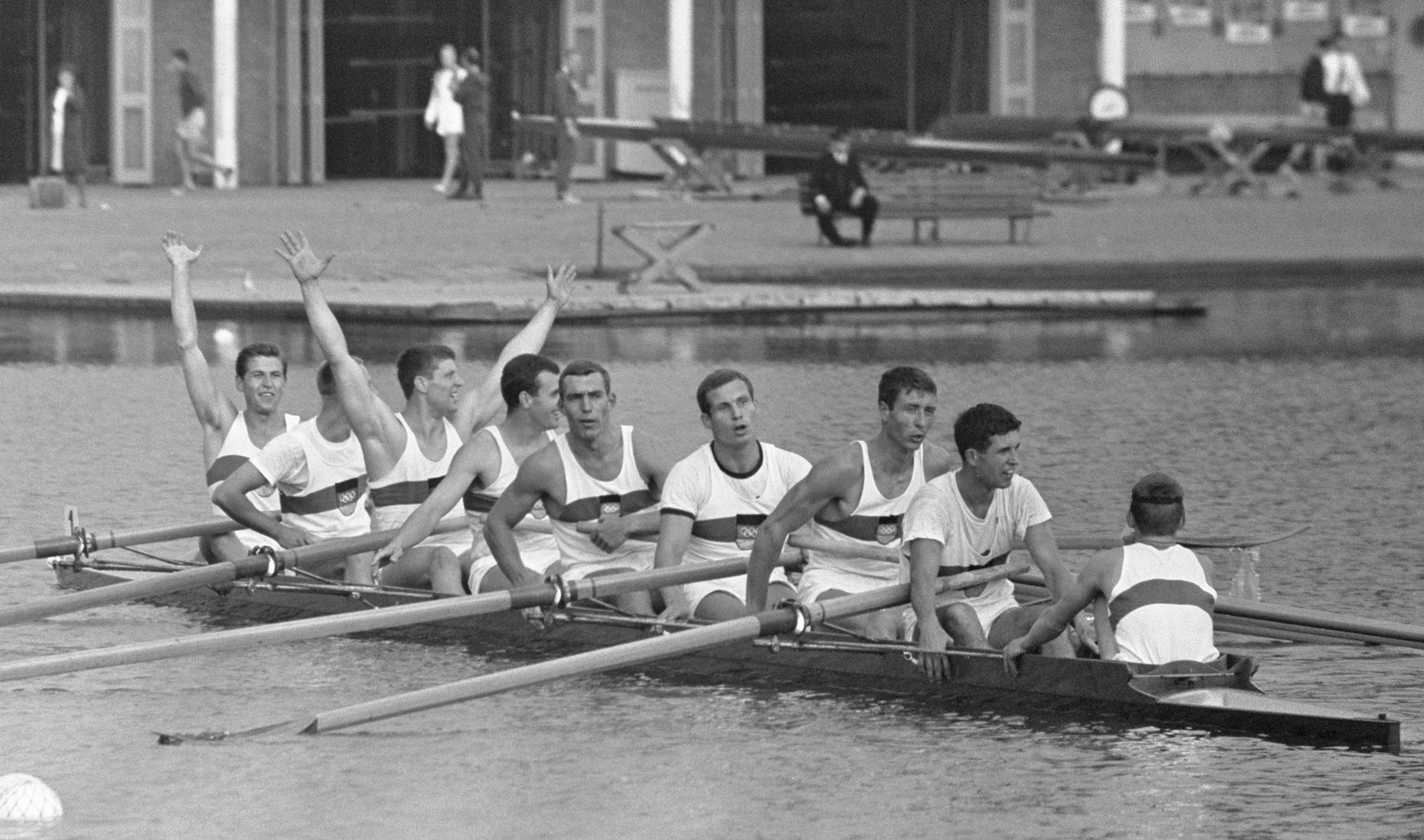
Die Europameister von 1964, Horst Meyer ist ganz links

Danach wurde der Deutschland-Achter neu besetzt und trat bei internationalen Meisterschaften als Renngemeinschaft an, in der Ruderer aus Lübeck, später auch aus Berlin und Frankfurt am Main, Karlsruhe, Hannover, Bingen und Wetzlar mit den verbliebenen Ratzeburgern gemeinsam ruderten. Auch in dieser Renngemeinschaft blieb Horst Meyer Schlagmann und wurde 1965 und 1967 Europameister und 1966 in Bled Weltmeister im Achter. 1965 gewann der Achter auch den Grand Challenge der Henley Royal Regatta gegen den Olympiasieger Vesper Boat Club aus den USA. Höhepunkt der Karriere Meyers war dann der Sieg bei den Olympischen Spielen 1968.
Neben seinen deutschen Meisterschaft-Erfolgen im Achter gewann Meyer 1963 auch die USA-Meisterschaft im Achter und 1967 einen deutschen Meistertitel im Vierer ohne Steuermann.
Meyer erhielt 1964 das Silberne Lorbeerblattes der Bundesrepublik Deutschland, ist Mitglied der Mannschaften des Jahres 1962 und 1968, Sportler des Jahres 1966 der Freien und Hansestadt Hamburg und seine Erfolge werden mit dem seit 1972 jährlich vergebenen Deutschen Jugendpokal des Deutschen Ruderverbandes durch seinen Heimatverein Der Hamburger und Germania Ruder Club von 1836 geehrt.
Horst Meyer war evangelisch und ab 1973 mit Jutta Meyer (auch Jutta Meyer-Siebert), geborene Siebert, verheiratet.
Nach seiner sportlichen Karriere wurde Meyer 1975 geschäftsführender Gesellschafter der FAC (Fein- und Agrochemie) in Hannover. Ab 1980 leitete er eine Unternehmensberatungs-Gesellschaft. Ab 1982 war er geschäftsführender Gesellschafter der INTEI (Industriebeteiligungsges. mbH) in Hannover und der Firma INTEC (Innovation-, Technologie-, Finanzierungs- und Unternehmens-Beratung GmbH) in Hamburg. Daneben gehörte er ab 1977 über dreißig Jahre dem Gutachterausschuss der Stiftung Deutsche Sporthilfe an, deren Geschäftsführer er 1974 geworden war, und wurde ab 1976 mehrfach zum persönlichen Mitglied des Nationalen Olympischen Komitees (NOK) gewählt. 2008 unterlag Meyer Siegfried Kaidel bei der Wahl zum Vorsitzenden des Deutschen Ruderverbandes.
Für seine Verdienste um den Sport in Niedersachsen wurde er in die Ehrengalerie des niedersächsischen Sports des Niedersächsischen Instituts für Sportgeschichte aufgenommen.
Horst Meyer kämpfte zusammen mit vielen anderen 1980 gegen den Boykott der Olympischen Spiele in Moskau. Aus diesen Aktivitäten entwickelte er die Friedensinitiative der Sportlerinnen und Sportler, die von NOK-Präsident Willy Daume unterstützt wurde. Er gehörte zu den führenden Persönlichkeiten der 1980 gegründeten Krefelder Initiative. Die Sport-Friedensinitiativen auf Bundes-, regionaler und lokaler Ebene organisierten ab 1982 Kongresse sowie Sport- und Spielfeste für den Frieden. Im Jahr 1982 wurde Meyer Präsidiums-Mitglied der Deutschen Olympischen Gesellschaft. In den Jahren 1987 und 1989 wurden Friedensstaffetten von Flensburg zur Zugspitze bzw. von Paris nach Moskau organisiert. Der in Hannover lebende Meyer war NOK-Mitglied und kämpfte darum, die grundlegenden Prinzipien der Charta der olympischen Bewegung, darunter das Einstehen für eine friedliche Welt, mit Leben zu füllen.
Horst Meyer war 2001 bis 2003 Geschäftsführer der nationalen Olympiabewerbung Hamburgs für die Spiele 2012. Diese Bewerbung unterlag im nationalen Wettbewerb gegen Leipzig. Leipzig schied danach im internationalen Wettbewerb bereits in der Vorauswahl aus.

## Veröffentlichungen
- als Co-Autor: Industriewirtschaft in Theorie und Praxis. 1975.
- Die Produktivitätsermittlung industrieller Betriebe. (Dissertation) 1975.
- als Co-Autor: Handlungsmuster Leistungssport. 1977.